# Егише
Егише́ (арм. Եղիշէ), также Елишэ или Елисей, — армянский историк и богослов, автор книги «О Вардане и войне армянской», описывающей восстание армян против Сасанидов в 449—451 годах. Жил в V или VI веке.

## Биография
О Егише мы располагаем очень незначительными сведениями. Согласно собственному утверждению в книге «О Вардане и войне армянской», Егише был воином и секретарем руководителя борьбы армян против персов — полководца Вардана Мамиконяна. Он участвовал в знаменитом Аварайрском сражении 451 года. После кровавой войны, в которой погиб Вардан Мамиконян, Е. ушёл в монастырь, а затем стал отшельником в области Мокк, где написал несколько исторических сочинений. Предположительно в 452—458 годах. Затем на некоторое время Е. вернулся к мирской жизни, но позже вновь отправился в горы, уже в другой армянской провинции. 

Егише состоял на военной службе в стране Апар во время войны Сасанидского Ирана с эфталитами, жителями Хорасана, которых он называет кушанами.
Егише был одним из наиболее известных учеников Саака Партева и Месропа Маштоца. Позже, вместе с Мовсесом Хоренаци и Давидом Непобедимым, учился в Египте, в знаменитой богословской школе у Кирилла Александрийского, совершил паломничество по святым местам Палестины. Вернувшись в армянские горы, Е. вел образ жизни отшельника, но в конце концов, слава о нем широко распространилась среди местных крестьян. В поисках уединения Егише ушел в область Рштуник, в провинции Васпуракан, где и скончался в 480 г. Пещера, в которой Егише провел последние годы жизни, с тех пор именуется «Пещерой святого Егише». Там он написал ряд своих работ, в числе которых толкования на некоторые книги Ветхого Завета, трактаты «О человеческой душе», «Назидательное слово об отшельниках», «Явление Господа на горе Фаворе», «Учение о Страдании, Распятии, Погребении и Воскресении Христовом», «О человеческой душе» и др.
Некоторые современные историки полагают, вопрос о времени жизни Егише является спорным. Роберт Томсон и Элизабет Редгейт считают, что Егише жил в VI веке.

## Труды

### О Вардане и войне армянской
Главный труд Егише — сочинение «О Вардане и войне армянской», охватывающее 35-летнюю историю Армении со времени падения династии армянских Аршакидов до 464—465 годы. Этот труд считается одним из шедевров мировой исторической литературы, важнейшим источником по истории Армении и других государств Закавказья и Ирана. «О Вардане и войне армянской» — одно из наиболее сложных произведений ранней армянской литературы, пронизан горячим патриотизмом и отличается ярким художественным изложением. Труд подробно описывает взаимоотношения Армении с Сасанидской Персей. Ценными являются сведения о роли армянских воинских частей в персидской армии, имеющиеся списки армянских знатных семейств, звания должностных лиц при Сасанидском дворе, а также описание кампаний против кушанов и гуннов. Книга содержит данные о персидской религии, в частности описывается культ огня и культ солнца, вопросы ритуальной чистоты, а также миф о Зерванe.
Согласно утверждениям в самом тексте, оно было создано через несколько лет после окончания войны армян с персами, во второй половине V века по просьбе полководца Давида Мамиконяна. Эта война известна в исторической литературе как «война Вардананц». Она названа так в честь спарапета Вардана Мамиконяна.
Роберт Томсон и Элизабет Редгейт полагают, что это сочинение было создано не ранее VI века, наиболее вероятно — во второй его половине. По мнению Роберта Томсона, труд Егише представляется расширенной переделкой части сочинения Лазаря Парпеци «История Армении» написанного около 500 году и является интерпретацией событий, в которой речи, письма и указы играют литературную роль и не должны восприниматься как дословное изложение фактов. Согласно Томсону, Егише поставил перед собой задачу объяснить причины восстания не личной враждой, как это сделал Парпеци, а более общими трудностями, с которыми постоянно сталкивались армяне, — трудностями религиозного характера. Главной проблемой армян являлось сохранение своих традиций, включающих религиозные практики, но не ограничивающихся ими. Егише усматривал много параллелей с историей противостояния евреев и Селевкидов, и поэтому «О Вардане и войне армянской» Егише рассматривает отдельный эпизод армянской истории — восстание 449—451 годов и его последствия — описывая его наподобие восстания Маккавеев, чтобы подчеркнуть общие проблемы армян того времени. Он считал, что нечестие отдельной исторической фигуры может иметь неизгладимые последствия для всей нации.
Труд Егише делится на семь глав, в которых он последовательно излагает причины «Армянской войны», военные действия и окончание войны. Причину войны между армянами и персами Егише видит в насильственном насаждении в христианской Армении государственной религии Сасанидского Ирана — зороастризма, который получил усиленное распространение при царе Шапуре II, а в особенности при Йездигерде II. При нём последовали большие гонения на армян-христиан, о которых историк повествует во второй главе.

### Рукописи и издания
Наиболее ранние фрагментарные манускрипты относятся к VII—VIII векам. Самый ранний сохранившийся полноценный список датировано 1174 годом, она была переписана в селе Кош области Арагацотн. Следующая по древности рукопись относится 1207 году. Сочинение Егише было переведено на английский (1830), итальянский (1840), французский (1844) и русский (1853) языки.

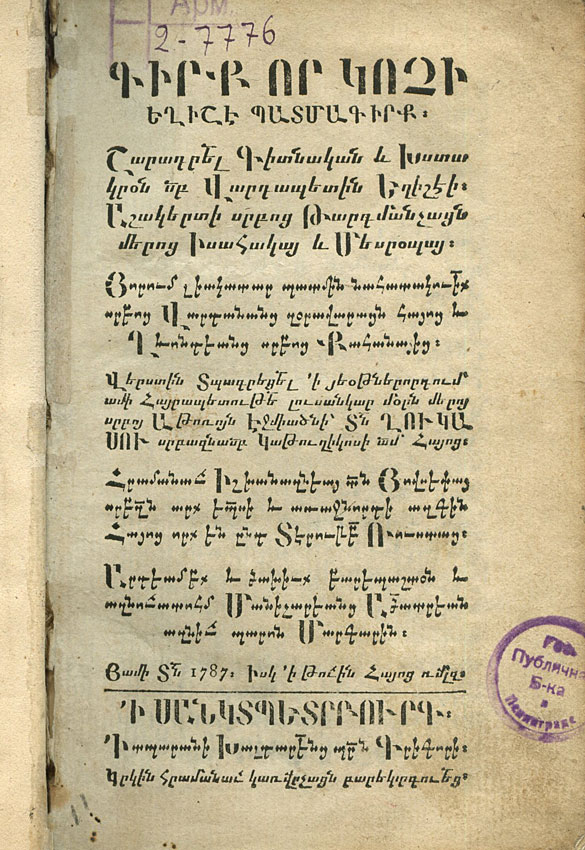
Обложка издания «Истории» Егише 1787 года

#### Переводы на русский язык
- Первый перевод на русский язык был сделан П. Шаншиевым в 1853 году: История Егише Вардапета. Борьба Христианства с учением Зороастровым в пятом столетии, в Армении. Пер. с арм. Петра Шаншиева, Тифлис, 1853 доступный текст
- В 1884 г. появился перевод Э. Диллена[18]
- В 1971 году вышел в свет перевод, выполненный советским востоковедом академиком И. А. Орбели: Егишэ. О Вардане и войне армянской. Перевод с древнеармянского акад. И. А. Орбели, подготовка к изданию, предисловие и примечания К. Н. Юзбашяна. Ереван, изд-во АН Арм. ССР, 1971 доступный текст

### Другие труды
Егише приписывают большое количество теологических трудов, но их авторство крайне неопределенно. Ему приписываются труды «О человеческой душе», «Назидательное слово об отшельниках», «Явление Господа на горе Фаворе», «Учение о Страдании, Распятии, Погребении и Воскресении Христовом».

## Философия Егише
В философских воззрениях Егише центральными вопросами были проблемы свободы и долга. Принимая Бога творцом природы, Егише считает, что природа состоит из четырех элементов — огня, воды, земли и воздуха. Он также делит мир на разумные и неразумные существа. Согласно Егише, человек, как существо разумное, владеет свободой воли и обладает правом самостоятельно творить собственную судьбу, выбирать между добром и злом. В то же время зло не является мировым началом. Божественное предопределение распространяется только на неразумных существ. Подобная позиция было направлена против фаталитической трактовки вопроса о добре и зле, имеющейся в зороастризме.
Егише призывал к единству армянского народа в своей борьбе с чужеземными захватчиками. В основу действия человека он ставил «бескорыстную любовь к общественной пользе», которая должна быть выражена прежде всего в преданности родине. В понимании Егише, герой — это человек, идущий на смерть во имя отчизны. Он считал такую смерть бессмертием. Лучшими качествами человека считал свободолюбие и ненависть к тиранам.
Исторические и богословские произведения Егише оказали большое влияние на средневековую армянскую мысль.
Егише — первый армянский писатель, который использовал труды Филона Александрийского, в частности его армянские переводы.

## Труды
- Елише. Слово о войне армянской. Восточная литература (29 июля 2010). — Перевод с древнеармянского академика И. А. Орбели, подготовка к изданию, предисловие и примечания К. Н. Юзбашяна. Ереван, изд-во АН Арм. ССР, 1971. Дата обращения: 12 сентября 2011.
- Եղիշե.Պատմութիւն Վարդանանց, 1787 (на древнеармянском)